# Aleksandra Lisowska
Aleksandra Lisowska (Braniewo, 12 dicembre 1990) è una maratoneta e mezzofondista polacca.

## Palmarès
| Anno | Manifestazione             | Sede     | Evento         | Risultato | Prestazione | Note                          |
| ---- | -------------------------- | -------- | -------------- | --------- | ----------- | ----------------------------- |
| 2011 | Europei U23                | Ostrava  | 3000 m siepi   | Batteria  | 10'34"06    |                               |
| 2019 | Giochi mondiali militari   | Wuhan    | Maratona       | 6ª        | 2h31'40"    |                               |
| 2020 | Mondiali di mezza maratona | Gdynia   | Mezza maratona | 51ª       | 1h12'16"    |                               |
| 2021 | Giochi olimpici            | Tokyo    | Maratona       | 35ª       | 2h35'33"    |                               |
| 2022 | Europei                    | Monaco   | Maratona       | Oro       | 2h28'36"    |                               |
| 2023 | Mondiali                   | Budapest | Maratona       | dnf       | dnf         |                               |
| 2024 | Europei                    | Roma     | Mezza maratona | 29ª       | 1h12'06"    | Miglior prestazione personale |
| 2024 | Giochi olimpici            | Parigi   | Maratona       | 36ª       | 2h31'10"    |                               |